# Borstbeeld van Barnet Lyon
Het borstbeeld van Barnet Lyon werd op 7 januari 1908 onthuld in Paramaribo, Suriname. Het is een ontwerp – mogelijk foto – van de fotograaf Alfred del Castilho en werd gefabriceerd door een Italiaanse firma in het Verenigd Koninkrijk. George Henry Barnet Lyon was procureur-generaal en van 1886 tot de facto 1902 agent-generaal voor de Immigratie.
De drijvende kracht achter de totstandkoming van het borstbeeld was zijn pleegkind Sital Persad. Hij werd sinds zijn aankomst in Suriname op zijn veertiende opgevoed door Barnet Lyon en ontwikkelde zich tot hoofdtolk. In 1905 werd een speciaal comité voor het borstbeeld opgericht onder leiding van Lutchman Sing. Tijdens de onthulling bevond Barnet Lyon zich in Nederland.

## Locatie
Het borstbeeld staat sinds 2017, zonder sokkel, in de tuin  bibliotheek van het Surinaams Museum aan de Commewijnestraat. Tot die tijd stond het op de hoek van de Grote Combéweg en het Onafhankelijkheidsplein, rechts van het Kantongerecht (aanvankelijk de Koloniale Bibliotheek). Vanaf hier keek hij uit op het Huis Du Plessis waar in zijn tijd zijn immigratiedepartement was gevestigd. In de jaren 2020 bevindt zich hier het Kabinet van de First Lady.

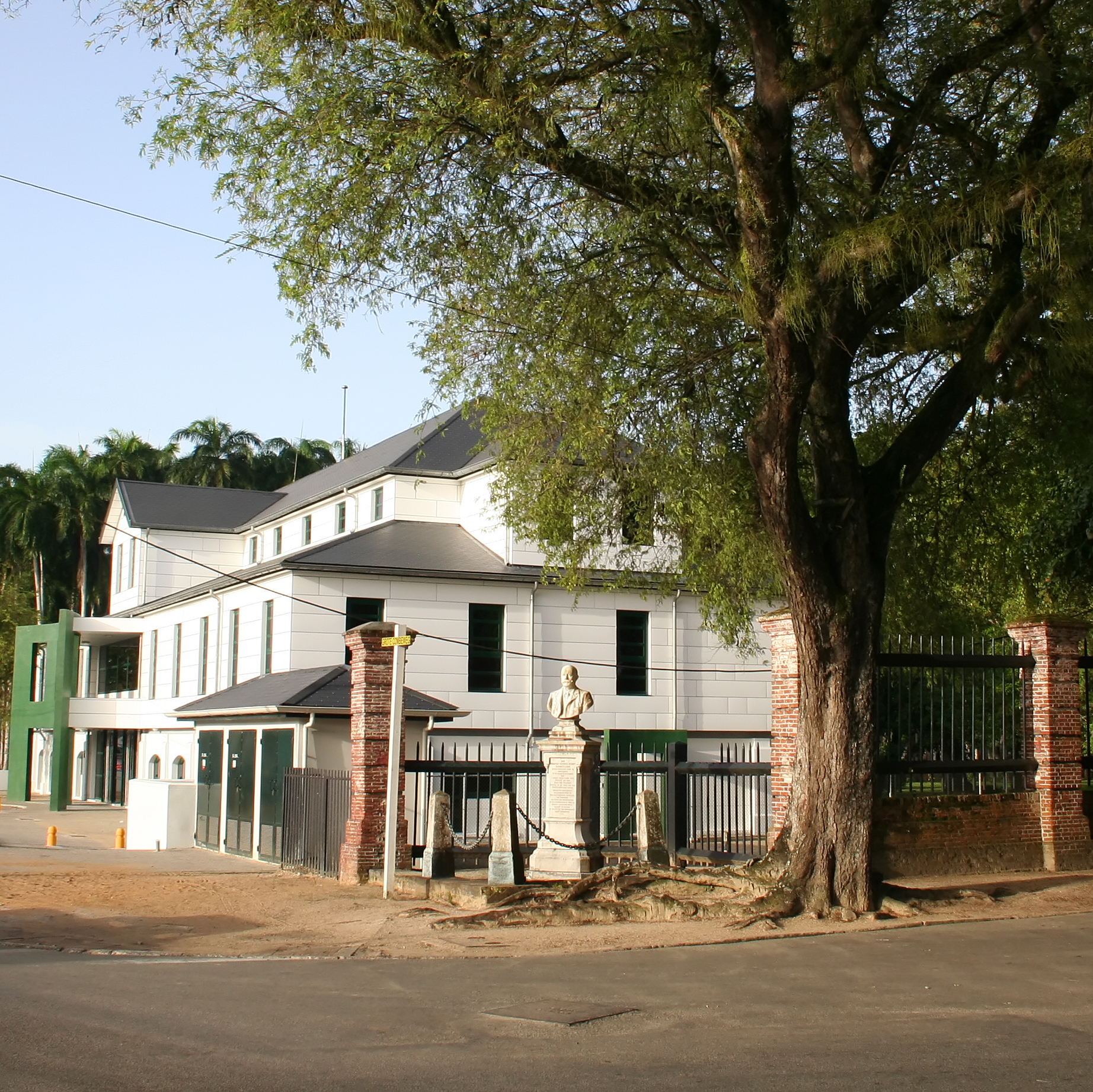
Het beeld in 2007, op de hoek Grote Combéweg / Onafhankelijkheidsplein

## Plaquette
Boven het pedestal stond de volgende tekst in gouden letters:
"Aan meester George Henry Barnet Lyon,

agent-generaal voor de Immigratie in de kolonie Suriname van 1 maart1892 - 1 juni 1905,

oud-lid van den Raad van Bestuur,

ridder in de Orde van den Nederlandschen Leeuw,

wordt dit borstbeeld opgedragen door de Brits-Indische bevolking van Suriname als blijk van waardering en uit dankbaarheid voor de hoogst hoffelijke wijze waarop hij steeds de belangen der immigranten heeft behartigd."